# 브란코 츠르벤코프스키
브란코 츠르벤코프스키(마케도니아어: Бранко Црвенковски, 1962년 10월 12일 ~)는 북마케도니아의 정치인으로, 2004년부터 2009년까지 북마케도니아의 대통령을 지냈다.
그는 지금의 보스니아 헤르체고비나의 수도 사라예보에서 태어나 북마케도니아의 수도 스코페에 위치한 스코페 대학의 전기 공학부를 졸업하였다.
대학 졸업 후인 1990년 마케도니아 사회 민주 동맹에서 국회 의원에 처음으로 당선되었고, 북마케도니아가 독립한 1991년에 당수가 된 이래 계속해서 당수 직을 수행하였다. 1992년, 처음으로 수상이 되어 알바니아계 정당도 포함한 연립 정권으로 내각을 조성하였고, 경제 안정과 민주화를 진행시킴과 동시에 그리스와의 사이에 국명을 둘러싼 분쟁을 타협시키고 유엔 가입을 성사시켰다.
1998년의 총선거에서 패배해 수상 자리에서 물러났지만, 2002년의 총선거에서 승리해 내부 마케도니아 혁명 기구-마케도니아 국민통합민주당의 보리스 트라이코프스키 (Boris Trajkovski) 대통령 아래 다시 수상에 올랐다.
2004년 2월 26일에 트라이코프스키 대통령이 사고사한 것을 계기로 그 해 4월에 행해진 총선거에서 사회 민주 동맹의 후보가 되었으며, 4월 28일 결선 투표에서 국가 통일 민주당의 후보를 누르고 북마케도니아의 제3대 대통령으로 당선되었다.
| 전임 보리스 트라이코프스키 | 제3대 북마케도니아의 대통령 2004년 ~ 2009년 | 후임 조르게 이바노프 |

| 전임 니콜라 클류세프 | 북마케도니아의 총리 1992년 ~ 1998년 | 후임 륩초 게오르기에프스키 |

| 전임 륩초 게오르기에프스키 | 북마케도니아의 총리 2002년 ~ 2004년 | 후임 하리 코스토프 |